# Митикэ

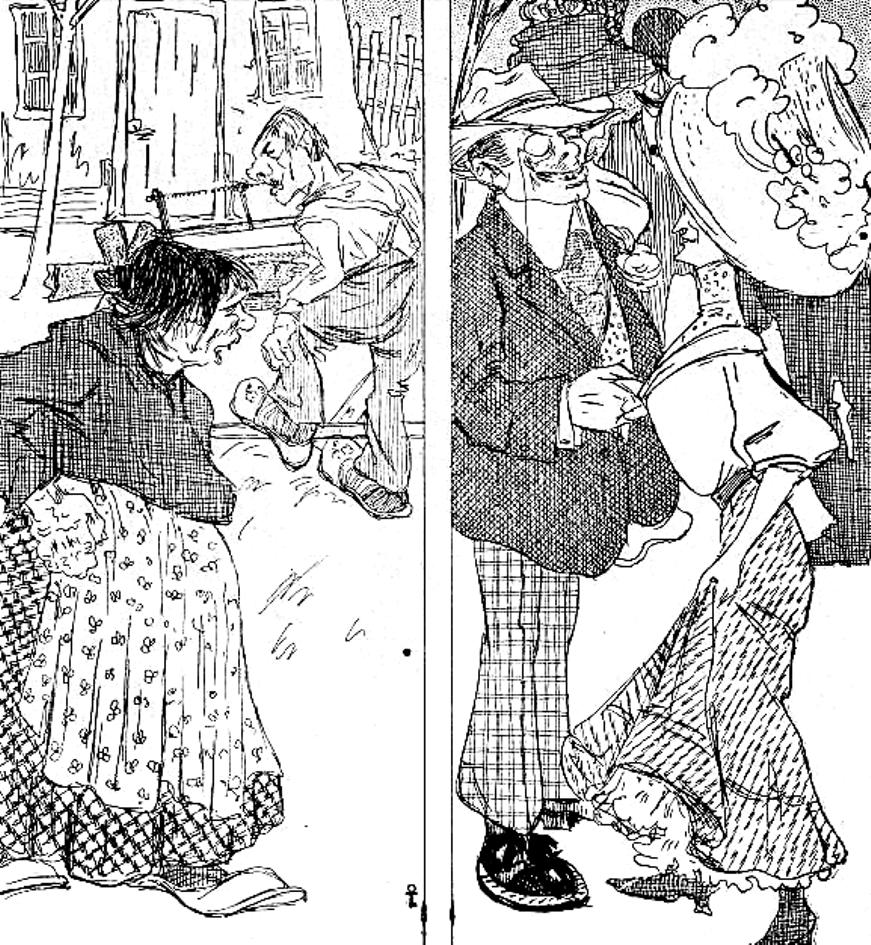
«Реальный Митикэ» в рисунках Иона Теодореску-Сиона 1909 года: его заброшенный дом и его модный образ жизни

Митикэ (рум. Mitică) — вымышленный персонаж, который появляется в нескольких скетчах румынского писателя Иона Луки Караджале. Имя персонажа является уменьшительно-ласкательной формой имени Думитру или Димитрие (румынский вариант имени Дмитрий). Он является одним из самых известных персонажей в сборнике Караджале 1901 года Momente și schițe, а также в румынской юмористической литературе в целом. Митикэ — мужчина, житель Бухареста, чья предыстория и статус не всегда ясны. Как правило он рассматривается как аллегория среднего бухарестца или расширительно — жителей южных регионов Румынии — Валахии и Мунтении. Считается, что его прообразом стал житель города Синая, с которым Караджале дружил.
Караджале использовал Митикэ как стереотипного персонажа в сатирических контекстах; автор приводил мало сведений о его биографии, и они часто противоречивы. Среди характерных черт Митикэ — склонность к саркастическим ответам и броским нравоучительным фразам, францизированная речь, а также склонность попусту тратить время и легко находить выход из проблемных ситуаций. В своих шутках он периодически упоминает различные события из истории Бухареста. Наряду с Лаче и Маче, которые присутствуют в беллетристике Караджале, персонаж обычно изображается как государственный служащий, который с трудом сводит концы с концами, но тем не менее нравится окружающим.
Благодаря своему карикатурному образу, Митикэ продолжил свою жизнь и за пределами произведений Караджале. Персонаж был сыгран несколькими актёрами, в частности Штефаном Иордаке в фильме Почему звонят колокола, Митикэ? (1981). В современной Румынии его имя превратилось в нарицательное и часто используется во множественном числе в форме Митичь.